# Jakub Józef Orliński
Jakub Józef Orliński (Varsòvia, 8 de desembre de 1990) és un contratenor polonès.

## Carrera musical
Orliński va començar la seva carrera musical al cor masculí Gregorianum dirigit per Berenika Jozajtis, amb qui va actuar tant a Polònia com a l'estranger. Es graduà a la Universitat de Música de Fryderyk Chopin. Durant els seus estudis va participar en diverses actuacions organitzades per aquesta universitat i per l' Acadèmia Nacional d'Art Dramàtic Aleksander Zelwerowicz. Des del 2012 és membre de l'acadèmia d'òpera del Gran Teatre de Varsòvia, i del 2015 al 2017 va estudiar a la Juilliard School amb Edith Wiens. A Polònia, va interpretar els papers de Cupido a Venus i Adonis de Blow i de Narciso a l'Agrippina de Handel. Durant la seva estada a Alemanya, va interpretar el paper de Ruggiero a l'Alcina de Handel a Aquisgrà i Cottbus i va interpretar cançons seleccionades de Purcell a l'Òpera de Leipzig.
S'ha presentat en el Carnegie Hall, així com l'Alice Tully Hall al Lincoln Center a Nova York i va rebre crítiques positives de The New York Times. Entre les seves actuacions hi ha El Messies en col·laboració amb els conjunts Musica Sacra i Oratorio Society de Nova York. L'any 2017 va cantar el paper d'Ottone a l'Agrippina de Handel al Carnegie Hall. Va participar al Festival Handel de Karlsruhe on va cantar Nisi Dominus de Vivaldi i fragments de Dixit Dominus de Handel. En el mateix any, va fer el seu debut al Festival d'Aix-en-Provence amb l'òpera de Cavalli Erismena. Va debutar a l'Òpera de Frankfurt la temporada 2017/18 com a personatge principal a del Rinaldo de Händel. El desembre de 2019 actuà per primera vegada al Palau de la Música Catalana de Barcelona.
El primer disc en solitari d'Orliński, Anima Sacra, va sortir amb el segell Erato l'octubre de 2018 i amb l'orquestra Il Pomo d'Oro dirigida per Maxim Emelyanychev. Inclou àries barroques de diversos compositors de l'escola napolitana mai gravades anteriorment.

## Altres activitats
Orliński és campió de break dance i membre del col·lectiu de breakdancing Skill Fantastikz Crew.

## Premis
- 1r premi al concurs vocal Marcella Kochañska Sembrich, Nova York, Estats Units (2015)[14]
- 2n premi al IX concurs vocal Internacional Stanisław Moniuszko, Varsòvia, Polònia (2016)[15]
- Guanyador del primer lloc al Lyndon Woodside Oratorio-Solo Competition, Nova York, Estats Units (2016)[16]
- Guanyador de les Grans Finals a les audicions del Metropolitan Opera National Council, Nova York, Estats Units (2016)[17]

El gener del 2019 va rebre una candidatura al premi Paszport Polityki en la categoria de música clàssica. Al març, va guanyar el premi cultural O!Lśnienie presentat per Onet i la ciutat de Cracòvia en la categoria de música clàssica i jazz.